# 負け犬
負け犬（まけいぬ）とは
1. 喧嘩に負けて逃げる犬。
2. （上に准えて）勝負に負けた人間。
3. ボストンコンサルティンググループが開発したPPM（プロダクト・ポートフォリオ・マネジメント）理論の中で、成長性にも収益性にも乏しいと位置づけられる事業ポートフォリオ。
4. 酒井順子がベストセラー・エッセイ『負け犬の遠吠え』（講談社エッセイ賞、婦人公論文芸賞受賞）の中で、未婚女性が自ら幸せだと言うと世間の反感をかうことに配慮し、「どんなに美人で仕事ができても、30歳代以上・未婚・子なしの3条件が揃った女は負け犬」だと甘んじてレッテルを貼られておいたほうが世間とうまくやっていける、と未婚女性の処世術を説いたことから転じて、30歳代以上の未婚女性のことを指すこともある。（これについては後述）
5. 志水辰夫の短編小説集。

## 概要
犬は本来、群れを形成し集団で生活する社会的動物である。このため主従関係がはっきりしており、犬自身が強いと認めた相手には絶対に逆らわない。転じて人間関係においても、他に服従し使役される存在を指して「負け犬」と形容するほか、彼らは強い相手には牙を剥くことがないゆえに戦う前から負けを認めているとしてこのように形容する。ただし、通常は強い侮蔑を含む語である。
また、慣用句としての「負け犬の遠吠え」とは、弱い犬は我が身が絶対安全な場所にあると判断している場合にのみ、ことさら大きな声で吠えることから、いわゆる負け惜しみも含め立場的に弱い（はずの）人間の弁が立つ様子を揶揄した言葉である。

## 負け犬ブーム
酒井順子が、2003年（平成15年）に出版されたエッセイ集 『負け犬の遠吠え』において、30歳代超・子供を持たない未婚女性を指してこう表現する事で逆説的にエールを送った。「負け犬の遠吠え」は2004年度流行語大賞のトップテン入りも果たしている。
日本では、結婚・子育てこそ女の幸せとする価値観が根強い一方、結婚よりも仕事、家庭よりもやりがいを求めて職業を全うする女性が1980年代以降増加の一途を辿っており、結果、気が付いた時には「浮いた話の一つもない30代」という女性が、職場では相応の地位を獲得しつつも結婚できないというジレンマに陥ることもあるという。近年では主夫の増加など、社会の役割に於ける性別が伝統的な価値観に必ずしも当てはまらず、また結婚はしていなくても相応の社会的地位から安定した生活を送っているこれらの女性が半ば自嘲的に「負け犬」と自称し、一種のブームになった。
また、2005年に香山リカ著『結婚がこわい』が『負け犬の遠吠え』を擁護する内容で出版されている。

## 恋愛面における「負け犬（女性）」を扱った作品
- コミックス・ドラマ『だめんず・うぉ〜か〜』（作：倉田真由美、扶桑社）
- エッセイ・ドラマ『私たちがプロポーズされないのには、101の理由があってだな』（作：ジェーン・スー、ポプラ社）
- コミックス『東京タラレバ娘』（作：東村アキコ、講談社）
- 小説・映画『ブリジット・ジョーンズの日記』シリーズ（作：ヘレン・フィールディング）
- ドラマ『アリー my Love』
- 映画『カイロの紫のバラ』（脚本：ウディ・アレン）